# Song for the Date
Singles de Erina Mano
Doki Doki Baby (...)
(2012) Next My Self
(2012)
Song for the Date (graphié Song for the DATE) est le 12e single "major" (et 15e single au total) de la chanteuse japonaise Erina Mano.

## Présentation
Le single sort le 27 juin 2012 au Japon sous le label hachama, dans le cadre du Hello! Project. Il atteint la 7e place du classement des ventes de l'Oricon. Il sort également dans deux éditions limitées avec des pochettes différentes, notées "A" avec en supplément un DVD, et "B" sans DVD. Le single ne sort pas cette fois au format "single V" (DVD contenant le clip).
La chanson-titre est écrite et composée par Mikoto. La chanson en "face B", Aozora ga Waratteru, écrite par Yoshiko Miura et composée par Hatake, devait à l'origine figurer sur le deuxième album de la chanteuse sorti un an et demi auparavant, More Friends, mais fut finalement mise de côté avant d'être ré-enregistrée pour figurer sur ce single.
La chanson-titre figurera d'abord sur la compilation de fin d'année du Hello! Project Petit Best 13, puis sur la compilation de la chanteuse Best Friends de 2013.

## Liste des titres
Single CD
1. Song for the Date (Song for the DATE?)
2. Aozora ga Waratteru (青空が笑ってる?)
3. Song for the Date (Instrumental)

DVD de l'édition limitée "A"
1. Song for the Date [sideB] (clip vidéo)